# 式守同學不只可愛而已
《式守同學不只可愛而已》是由真木螢五所創作的日本漫畫，由2019年2月2日至2023年2月18日於講談社旗下的網上漫畫平台「Magazine Pocket」連載，逢星期六更新。截至2022年5月，單行本累積發行逾350萬本。改編電視動畫於2022年4月9日至7月9日播映，動畫製作公司為動畫工房。

## 劇情
擁有不幸體質的和泉每次都會遇到倒楣的事情，在高中聯考時，他在女強人式守的幫助下，才得以拿回被風吹到樹上的准考證，從而考上高中。和泉一直想親自向她道謝，但沒想到的是兩人很有緣地就讀了同一所高中，並成為了男女朋友。在和泉眼中，式守是一個完美的女朋友，總在危機發生的一刻幫自己擋災，但沒想到她仍是有弱點的。兩人的愛情喜劇故事，在高中校園內展開。

## 登場人物

### 主要角色
漫畫連載早期和泉與式守的名字並未公開，作者真木螢五表示會在劇情到達高潮位的時候公佈他們的名字。在動畫第一集中的分班表上，兩人的名字均被畫面切掉至少一半。
和泉幽希（聲：山下大輝（PV）／梅田修一朗（動畫））
本作主人公。式守的男朋友，1年2班→2年4班→3年3班。雙親以「幽」（ゆう）稱之，名字於漫畫176話公開
性格溫柔和善。學年成績優秀，曾在考試中取得學年第五名。擁有不幸的體質，時常要式守幫忙解危。雖然是不幸體質，但是體能意外地好，可以背着式守走上神社的長梯；體育祭時犬束也說過和泉雖然會摔倒，但跑得不慢；騎馬戰時也能輕鬆抬起隊友。
式守都（聲：早見沙織（PV）／大西沙織（動畫））
本作女主角。和泉的女朋友，1年2班→2年4班→3年3班。身高162cm，生日是10月25日，天蠍座。左撇子。同班女同學稱她為「小美」（みっちょん），和泉父母稱她為「咪醬」（みーちゃん），名字于漫画175話公開。
平時就像大和撫子一樣溫柔可愛，但在危險關頭時卻會表現出帥氣的一面。和泉說她不可愛的時候會鬧彆扭，前者被同學戲弄時則會反瞪對方，並對他抱著純真的愛意。因憧憬祖父和祖母之間的對話方式，而對和泉用敬語。
無所不能的空手道選手，學業成績也與和泉差不多，排名第11位，唯一不行的事是廚藝，和泉試吃她所做的便當時說「會讓你一瞬間產生味蕾灰飛湮滅的感覺」。
貓崎享（聲：松岡美里）
和泉和式守的同學。式守的朋友。2年4班→3年4班。身高166cm。式守以「貓」來稱呼她。
純粹的體育會系女子。容易和人親近，愛哭鬼。曾在式守說自己和八滿是她很重要的朋友時感動得流下眼淚。
八滿結（聲：日高里菜）
和泉和式守的同學。式守的朋友。2年4班→3年4班。身高148cm。姓氏“八滿”音同“蜂蜜”（はちみつ）。
平時沒甚麼表情，因而給人我行我素的印象，但其實有很好地觀察身邊的事情。
犬束秀（聲：岡本信彥）
和泉和式守的同學。2年4班→3年3班。貓崎和八滿以「犬」來稱呼他。
狼谷藍（聲：福原綾香）
和泉他們的同年級同學，2年1班→3年3班。生日是11月3日，天蠍座。
女子排球隊的王牌，是身材高挑的美人。對所有人都溫柔以待，在男女學生間都很受歡迎。喜歡和泉。

### 主要角色的家人
和泉許子（聲：篠原惠美）
和泉的母親，明貞的妻子。我行我素的性格，擔心和泉的不幸體質，懇求式守“不要因為幽的不幸體質而對他產生厭惡感”，後被式守宣言會繼續保護和泉，跟式守建立了良好關係。
雖然自己沒有和泉那樣的不幸體質，但是在搬運東西時經常會摔出手裡的東西。
和泉明貞（聲：楠見尚己）
和泉的父親，許子的丈夫。
式守藤（聲：下野紘）
式守的哥哥。雖然是帥哥和空手道高手，但不擅長應付女性。被式守認為有點像犬束。
式守雅（聲：朴璐美）
式守的母親。看似不苟言笑，實際上是一位關懷孩子的好母親。

## 創作
《式守同學不只可愛而已》是圍繞在高中生情侶——和泉、式守——間發生的愛情喜劇漫畫，最初發跡自Twitter，後來在2019年2月開始在講談社旗下的網上漫畫平台「Magazine Pocket」連載至今。漫畫作者真木螢五此前一直在個人Twitter上載既可愛又帥氣的少女插畫，後來其責任編輯建議他畫一部關於「不只是可愛而已的少女」的漫畫，而這就是作品標題的由來。最初在Twitter上發佈的《式守同學不只可愛而已》只是一部每話4頁的袖珍作品，每話都是始於男主角和泉的內心獨角戲，最後則以式守的帥氣表情作結。後來隨著人氣上漲，漫畫的頁數也應運而增。同樣地在第1卷單行本中，讀者可通過式守的「耍帥臉」（キメ顔）看出其殺意，但由於不符合作品世界觀的關係，真木在此之後皆以溫和的表情取代之。
2023年1月21日，作者真木螢五在Twitter上發佈一則寫有「最終話」的圖片。

## 宣傳
2019年10月8日，在講談社的YouTube頻道公開一段由早見沙織和山下大輝配音的宣傳片。2021年10月25日（10月25日為女主角式守的生日），公開一段由動畫聲優大西沙織和梅田修一朗配音的動畫化紀念宣傳片。

## 出版書籍
| 卷數 | 講談社        | 講談社                 | 東立出版社    | 東立出版社             |
| 卷數 | 發售日期      | ISBN                   | 發售日期      | ISBN                   |
| ---- | ------------- | ---------------------- | ------------- | ---------------------- |
| 1    | 2019年6月7日  | ISBN 978-4-06-516223-1 | 2020年6月4日  | ISBN 978-957-26-4809-4 |
| 2    | 2019年9月9日  | ISBN 978-4-06-516891-2 | 2021年1月4日  | ISBN 978-957-26-4810-0 |
| 3    | 2019年12月9日 | ISBN 978-4-06-518339-7 | 2021年3月25日 | ISBN 978-957-26-4811-7 |
| 4    | 2020年3月9日  | ISBN 978-4-06-518777-7 | 2021年6月30日 | ISBN 978-957-26-6390-5 |
| 5    | 2020年6月9日  | ISBN 978-4-06-519740-0 | 2021年8月13日 | ISBN 978-957-26-6391-2 |
| 6    | 2020年10月9日 | ISBN 978-4-06-521020-8 | 2021年11月4日 | ISBN 978-957-26-6392-9 |
| 7    | 2021年1月8日  | ISBN 978-4-06-522032-0 | 2022年1月25日 | ISBN 978-957-26-6393-6 |
| 8    | 2021年4月9日  | ISBN 978-4-06-522880-7 | 2022年4月1日  | ISBN 978-957-26-7099-6 |
| 9    | 2021年7月9日  | ISBN 978-4-06-524019-9 | 2022年5月13日 | ISBN 978-957-26-7610-3 |
| 10   | 2021年10月8日 | ISBN 978-4-06-525745-6 | 2022年6月17日 | ISBN 978-957-26-8033-9 |
| 11   | 2022年1月7日  | ISBN 978-4-06-526594-9 | 2022年8月5日  | ISBN 978-957-26-8603-4 |
| 12   | 2022年3月9日  | ISBN 978-4-06-527271-8 | 2022年10月3日 | ISBN 978-957-26-9115-1 |
| 13   | 2022年5月9日  | ISBN 978-4-06-527850-5 | 2022年12月1日 | ISBN 978-957-26-9501-2 |
| 14   | 2022年7月8日  | ISBN 978-4-06-528383-7 | 2023年1月5日  | ISBN 978-626-7185-19-3 |
| 15   | 2022年10月7日 | ISBN 978-4-06-529405-5 | 2023年6月8日  | ISBN 978-626-347-482-6 |
| 16   | 2022年12月9日 | ISBN 978-4-06-529948-7 | 2023年10月2日 | ISBN 978-626-360-271-7 |
| 17   | 2023年2月9日  | ISBN 978-4-06-530330-6 | 2024年2月23日 | ISBN 978-626-360-272-4 |
| 18   | 2023年2月9日  | ISBN 978-4-06-530742-7 | 2024年7月31日 | ISBN 978-626-360-273-1 |
| 19   | 2023年4月7日  | ISBN 978-4-06-531347-3 | 2025年5月15日 | ISBN 978-626-02-3763-9 |
| 20   | 2023年4月7日  | ISBN 978-4-06-531348-0 |               |                        |

## 迴響
2020年10月9日，講談社公佈《式守同學不只可愛而已》的第1卷單行本是在講談社連載作品的漫畫單行本第1卷中，最近一年內再版次數最多的作品。該作在網上亦收穫良好的評價，並分別在下一部漫畫大賞網絡漫畫部門、全國書店店員推薦漫畫一般部門和TSUTAYA漫畫大賞上取得第5位、第8位和第9位。《式守同學不只可愛而已》的第一部長篇「文化祭篇」也獲得了很大迴響，並曾在「Magazine Pocket」的觀看數榜單上奪得首位。其讀者的男女比例為7:3，相比起其他少年向愛情喜劇作品來說，該作的女性讀者的比例相對較高。
截至2019年10月，《式守同學不只可愛而已》的單行本發行量（包含電子書在內，下同）累計超過25萬本。截至2020年10月，累計超過140萬本。截至2021年1月，累計超過160萬本。截至2021年4月，發行累計超過210萬本。截至2022年3月，超過300萬本。截至2022年5月，超過350萬本。

## 電視動畫
2021年1月2日，《週刊少年Magazine》宣佈《式守同學不只可愛而已》將會改編為電視動畫，並由動畫工房操刀。10月1日，宣佈動畫定於2022年4月首播，公開前導視覺圖，並公佈主要製作人員陣容，以及飾演男女主角的聲優。2021年10月8日在同由動畫工房製作的電視動畫《前輩有夠煩》於翌日首播前，公開一張《式守同學不只可愛而已》和《前輩有夠煩》的合作視覺圖，視覺圖以兩部作品的女主角為主題。2022年1月5日，宣佈動畫定於由2022年4月2日起在ABC電視台、朝日電視台系列「ANiMAZiNG!!!」深夜動畫時段播映，並公開主視覺圖、3名配角的聲優，以及片頭曲和片尾曲將分別由網絡歌手和中島由貴主唱。1月20日，宣佈首播日期改為4月9日。
2022年2月4日，宣佈本作聲優大西沙織、梅田修一朗、主題曲歌手和中島由貴將出席於4月30日舉辦的「NBCUniversal Anime×Music 30th Anniversary STARTING PARTY」活動。3月9日，宣佈將於3月27日在AnimeJapan 2022的NBC環球娛樂攤位舉辦舞台活動，聲優大西、梅田、松岡美里、日高里菜、岡本信彥和福原綾香將會出席。這是本作首場現場活動。3月22日，公開第2張主視覺圖。
2022年4月8日，宣佈動畫製作公司動畫工房因COVID-19感染人士急劇增加，而需要暫時關閉，第1話將依原定安排在4月9日播映，並將會公佈接下來集數的播映安排。至第6集仍未延期播映。5月13日，宣佈第7集和第9集都會順延一週播映，該兩集的翌週都會播放特備節目。其餘集數都會接在上一集的翌週播出，第12話會延期至7月9日播映。5月21日播映的特備節目的內容為搭配聲優大西沙織、梅田修一朗和日高里菜的語音旁述來播映的第1集，在6月11日播映的特備節目則為大西和梅田回顧第1集至第6集的精彩場面。

### 製作人員
- 原作：真木螢五（日语：真木蛍五）
- 導演：伊藤良太
- 副導演：山中祥平
- 系列構成：成田良美
- 人物設計：菊池愛
- 總作畫監督：菊池愛、渥美智也、武藤幹、室田雄平
- 道具設計：松本惠
- 色彩設計：伊藤裕香
- 美術監督：鈴木俊輔
- 攝影監督：桑野貴文
- 編輯：木村佳史子
- 音樂：堤博明
- 音響監督：
- 音樂製作人：西村潤、中西秀樹
- 音樂製作：NBCUniversal Entertainment Japan
- 製片人：黑須禮央、元長聰、古川慎、日比政廣、多田香奈子、西川夏海、黑須信彦、鎌田肇
- 動畫製作：動畫工房[5]
- 製作：式守同學製作委員會[39]

### 主題曲
片頭曲ハニージェットコースター
作曲：，編曲：福市基，作詞、主唱：☆
片尾曲Route BLUE
作詞：真崎繪里香，作曲、編曲：sky_delta（Hifumi,inc.），主唱：中島由貴

### 集數列表
| 集數   | 日文標題 | 中文標題         | 編劇     | 分鏡                                          | 演出                       | 作畫監督                                                                           | 總作畫監督          | 首播日期      |
| ------ | -------- | ---------------- | -------- | --------------------------------------------- | -------------------------- | ---------------------------------------------------------------------------------- | ------------------- | ------------- |
| 第1話  |          | 我的女友非常可愛 | 成田良美 | 伊藤良太                                      | 伊藤良太                   | 渥美智也、山野雅明、板倉健、 武藤幹、室田雄平                                      | 菊池愛              | 2022年 4月9日 |
| 第2話  |          | 風雲，球類競賽！ | 千葉美鈴 | 山中祥平                                      | 山中祥平、 金成旻          | 宮原拓也、降籏秀吉、長尾圭吾、 久保茉莉子、板倉健                                  | 渥美智也            | 4月16日       |
| 第3話  |          | 不幸過後，天晴   | 成田良美 | 大西健太                                      | 大西健太                   | 澤井駿、納武史、近藤優次、松本朋之                                                 | 武藤幹              | 4月23日       |
| 第4話  |          | 立夏，各自的心意 | 山田由香 | 上坪亮樹                                      | 上坪亮樹                   | 步宇、近響子、中尾和麻、 山野雅明、西川繪奈                                        | 室田雄平            | 4月30日       |
| 第5話  |          | 歡欣雀躍河邊遊！ | 千葉美鈴 | 吉川博明                                      | 竹內崇                     | 久保茉莉子、宮原拓也、板倉健、 長尾圭吾、步宇、佐藤修太、                          | 室田雄平            | 5月7日        |
| 第6話  |          | 夏天尾巴的煙火啊 | 山田由香 | 伊藤良太、 山中祥平                           | 守田藝成                   | 近響子、中尾和麻、澤井駿、 納武史、板倉健                                          | 渥美智也            | 5月14日       |
| 第7話  |          | 文化祭Ⅰ          | 千葉美鈴 | 吉川博明                                      | 金正旻                     | 山野雅明、久保茉莉子、熊谷勝弘、板倉健、 長尾圭悟、近藤優次、松本朋之              | 武藤幹              | 5月28日       |
| 第8話  |          | 文化祭Ⅱ          | 千葉美鈴 | 大西健太、 伊藤良太                           | 大西健太、 桑野貴文        | Nicca、、近藤優次、 松本朋之、步宇、佐藤修太、納武史、澤井駿                       | 平山寬菜            | 6月4日        |
| 第9話  |          | 天真與笨拙       | 山田由香 | 吉川博明                                      | 上坪亮樹                   | 久保茉莉子、中尾和麻、長尾圭悟、 板倉健、近響子、近藤優次、松本朋之                | 室田雄平、 渥美智也 | 6月18日       |
| 第10話 |          | 想贏的心情       | 千葉美鈴 | 原口浩                                        | 原口浩、 守田藝成、 竹內祟 | 山野雅明、久保茉莉子、納武史、 澤井駿、步宇、佐藤修太、                            | 菊池愛、 武藤幹     | 6月25日       |
| 第11話 |          | 不只可愛而已     | 伊藤良太 | 渥美智也、長尾圭悟、近響子、 板倉健、中尾和麻 | 渥美智也                   | 7月2日                                                                             |                     |               |
| 第12話 |          | 比夢還要…        | 成田良美 | 吉川博明、                                    | 上坪亮樹、                 | 武藤幹、久保茉莉子、步宇、佐藤修太、 澤井駿、板倉健、中尾和麻、 、山野雅明、納武史 | 武藤幹、 菊池愛     | 7月9日        |

### 播放平台
日本深夜動畫：下文記載的日本国内播放時間使用日本標準時間（UTC+9）表示。因為部分時間标识會採用30小时制，因此請留意这类超过24:00的时间，其實際播放時間為翌日清晨。
| 播放日期             | 播放時間（UTC+9）    | 播放電視台           | 播放區域 | 備註                |
| -------------------- | -------------------- | -------------------- | -------- | ------------------- |
| 2022年4月9日－7月9日 | 星期六 26:00 - 26:30 | ABC電視台 朝日電視台 | 日本國內 |                     |
| 2022年4月13日－      | 星期三 23:00 - 23:30 | AT-X                 | 日本全域 | 衛星電視 / 字幕放送 |
| 2022年4月15日－      | 星期五 26:00 - 26:30 | BS12 TwellV          | 日本全域 | 衛星電視            |

| 播放地區   | 播放平台 | 播放日期             | 播放時間              | 備註   |
| ---------- | --- | -------------------- | --------------------- | ------ |
| 臺灣       | 巴哈姆特動畫瘋、中華電信MOD、Hami Video、LiTV 線上影視、myVideo、遠傳friDay影音 中嘉bb寬頻.bbTV、KKTV、LINE TV、Yahoo TV 一起看、CATCHPLAY+、木棉花台灣YouTube頻道、bilibili | 2022年4月9日－7月9日 | 星期六 25:30（UTC+8） | [ 44 ] |
| 香港、澳門 | 木棉花香港YouTube頻道、bilibili | 2022年4月9日－7月9日 | 星期六 25:30（UTC+8） | [ 45 ] |
| 中國大陸   | bilibili | 2022年4月30日－      | 星期六 25:30（UTC+8） | [ 46 ] |

## 備註
1. ↑  不包括山梨縣、富山縣、福井縣、鳥取縣、島根縣、德島縣、高知縣、佐賀縣、宮崎縣

## 外部連結
- 漫畫連載網站（日語）
- 漫畫的X（前Twitter）（日語）
- 真木螢五的X（前Twitter）（日語）
- 電視動畫官方網站（日語）
- 電視動畫的X（前Twitter）（日語）